# Centaurea kopetdaghensis
Centaurea kopetdaghensis là một loài thực vật có hoa trong họ Cúc. Loài này được Iljin mô tả khoa học đầu tiên.